# 宿州南站
宿州南站是一个京沪线上的铁路车站，位于安徽省宿州市埇桥区金海街道，建于，目前为五等站，邮政编码为234000。目前不办理客、货运营业。